# Täta fogar

Diagram över en tight junction.

Täta fogar (eng. tight junctions) eller zonula occludens är de tätt sammanfogade områdena mellan två celler vars två cellmembran sammansluts och formar en till synes ogenomsläpplig barriär mot vätska. Det är en typ av kopplingskomplex. Förbindelsen är inte stark, för sammanhållningen finns dock zonula adhaerens som ofta brukar finnas basalt om zonula occludens. Tight junctions utför tre vitala funktioner:
- De håller ihop cellerna
- De hindrar rörelsen av integrerade membranproteiner mellan den apikala och den basolaterala ytan på cellen vilket leder till att de båda ytorna kan få en specialiserad funktion.
- De hindrar passagen av molekyler och joner genom mellanrummen mellan cellerna (intracellulärt matrix). Detta innebär att material måste passera igenom cellen (genom diffusion eller aktiv transport) för att nå andra sidan av membranet. Denna väg kontrollerar vilka substanser som tillåts passera (ett exempel på detta är blod-testis-barriären).

Tight junctions formas av claudin- och occludinproteiner (därav namnet zonulae occulentes) som sitter ihop med de närliggande cellernas cytoskelett.
Epitel klassas som 'tight' (tätt) eller 'leaky' (läckande) beroende på förmågan hos tight junctions att hindra vatten och lösningars rörelse genom membranet. 
Tätt epitel har tight junctions som förhindrar mesta delen av rörelserna mellan cellerna, läckande epitel saknar den förmågan.
Exempel på både läckande och tätt epitel finns i njurens tubuli som renar blodet och producerar urin.